# Loxosceles speluncarum
Loxosceles speluncarum là một loài nhện trong họ Sicariidae.
Loài này thuộc chi Loxosceles. Loxosceles speluncarum được miêu tả năm 1893 bởi Eugène Simon.